# Levasseur PL 2
Le Levasseur PL 2 était un bombardier-torpilleur embarqué français construit par Pierre Levasseur pour la marine française. 
Ce biplan a été utilisé sur le porte-avions Béarn à partir de juin 1926. Il ne sera produit que 9 unités de cet appareil. Ces neuf avions formeront l'escadrille 7B2.